# Palacio de Deportes José María Martín Carpena
Palacio de Deportes José María Martín Carpena – hala widowiskowo-sportowa zlokalizowana w Maladze w Hiszpanii.